# Beltani
Beltani (akad. Bēltāni, w transliteracji z pisma klinowego zapisywane be-el-ta-ni) – mezopotamska królowa, jedna z małżonek króla Rim-Sina I (ok. 1822-1763 p.n.e.) z Larsy. Do naszych czasów zachowała się należąca do niej pieczęć cylindryczna, przechowywana obecnie w Muzeum Pergamońskim w Berlinie (VA 3589). Na pieczęci tej umieszczona jest następująca inskrypcja klinowa: „Beltani, córka Habannum, małżonka Rim-Sina, króla Larsy”.